# Клиф
Клиф (англ. cliff «обрыв») — отвесный абразионный обрыв, образовавшийся в результате разрушения высокого коренного берега под действием прибоя. Клиф постепенно отступает в сторону суши, увеличивая ширину абразионной береговой террасы — бенч (англ. bench «уступ»), лежащей у его подножия. В основании клифа нередко формируется волноприбойная ниша. Клифообразные формы рельефа наиболее часто встречаются в Англии (Кент), откуда и пришло заимствование, также на острове Ирландия. Самбийская возвышенность Калининградского полуострова, обрывающаяся над берегами Балтийского моря, также близка к данному типу.

## Клифы России
На территории России наиболее широко известен Головнинский клиф на острове Кунашир, который тянется от мыса Пузанова до устья реки Белозерка. Данный клиф активно размывается водами течения Соя. Ежегодно эрозия волн и ветров отнимает у стенки клифа до 3 метров земли. Однако намытый материал откладывается вдоль полуострова Весловский. Также было установлено что сам Весловский полуостров сформировался таким образом всего около 2 тысяч лет назад. Береговые причерноморские клифы также отмечаются на участке между Анапой и Новороссийском.